# Bernarda Pera
Bernarda Pera (født 3. december 1994 i Zadar, Kroatien) er en professionel tennisspiller fra USA.